# Вінярський Олександр Анатолійович
Олекса́ндр Анато́лійович Віня́рський (20 травня 1994, Хмільник, Вінницька область, Україна — 20 грудня 2016, с. Новозванівка, Попаснянський район, Луганська область, Україна) — солдат Збройних сил України, учасник війни на сході України.

## Життєпис
Народився 20 травня 1994 року в місті Хмільник Вінницької області. Закінчив місцеву загальноосвітню школу № 3, у 2013 році — професійний ліцей сфери послуг за спеціальністю «муляр, штукатур, лицювальник-плиточник».
20 квітня 2015 року призваний на строкову військову службу до лав Збройних Сил України. З 10 листопада 2015 року проходив військову службу за контрактом. Служив спочатку у підрозділі групи матеріального забезпечення, потім – навідником кулеметного взводу 2-ї роти 1-го батальйону 24-ї окремої механізованої бригади.
Загинув 20 грудня 2016 року під час обстрілу поблизу села Новозванівка (Попаснянський район Луганської області).
24 грудня 2016 року похований на Соколівському кладовищі міста Хмільник.
По смерті залишилися мати і дві сестри.

## Нагороди та вшанування
- Указом Президента України № 58/2017 від 10 березня 2017 року «за особисту мужність, виявлену у захисті державного суверенітету та територіальної цілісності України, самовіддане виконання військового обов'язку» нагороджений орденом «За мужність» III ступеня (посмертно)[1].
- 6 грудня 2017 року на фасаді Хмільницької школи № 3, де навчався Олександр, йому було відкрито меморіальну дошку[2].
- Вшановується в меморіальному комплексі «Зала пам'яті», в щоденному ранковому церемоніалі 20 грудня[3][4].